# Lunéville
Lunéville (tedesco: Lünstadt) è un comune francese di 20 507 abitanti situato arrondissement di Lunéville nel dipartimento della Meurthe e Mosella nella regione del Grand Est, situato a 30 km a sud-est di Nancy, facilmente raggiungibile per la strada D400.

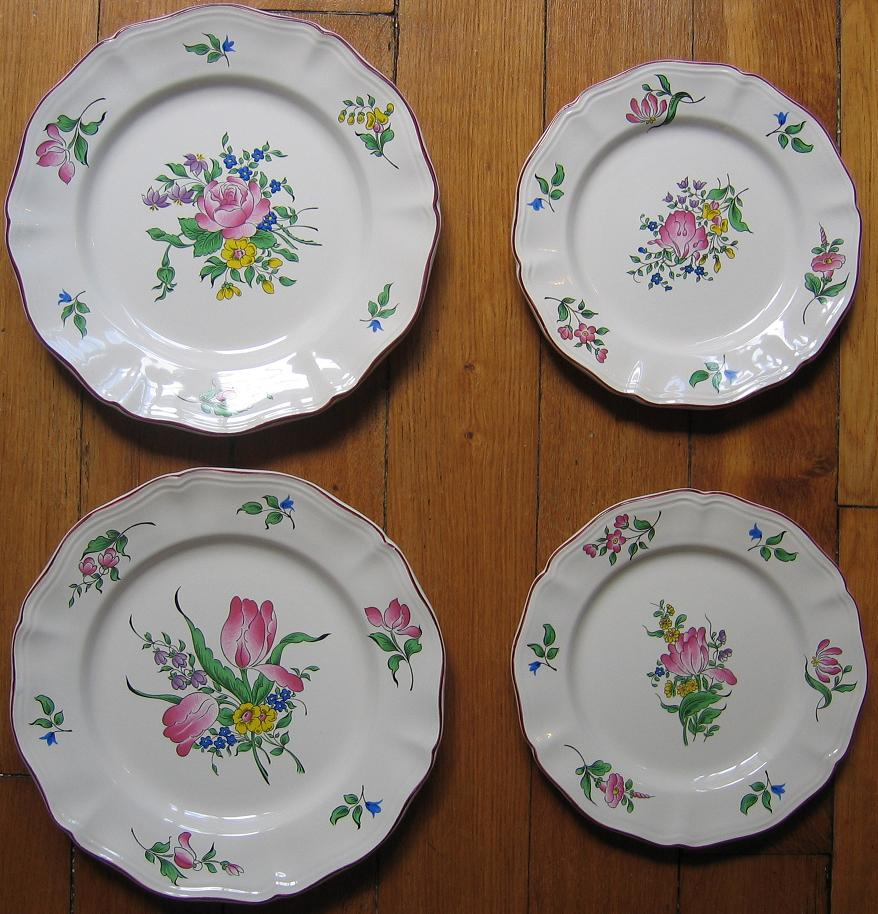
Faïence di Lunéville

## Storia
Fu residenza, dal 1702 al 1714 del terz'ultimo duca di Lorena, Leopoldo I, al quale si deve la costruzione del castello dove s'insediò nel 1729 l'ultimo duca di Lorena Francesco III Stefano, che sposò Maria Teresa d'Austria.
Quando il re di Polonia, Stanislao Leszczyński, fu spodestato per la seconda volta e gli fu assegnato in compenso il Ducato di Lorena e di Bar, si stabilì nel castello e vi tenne la sua corte dal 1736 al 1766 circondandosi di letterati e artisti, tra i quali Voltaire, Montesquieu, Saint-Lambert dando fama al luogo che, proprio in questo periodo prese il soprannome di "Petit Versailles".
Il 9 febbraio 1801 fu concluso a Lunéville un importante trattato di pace fra la Francia ed i componenti della Seconda coalizione.

## Monumenti e luoghi d'interesse
Il castello di Lunéville è dovuto a Germain Boffrand e fu iniziato nel 1703. Esso sorge nel centro della città ed è preceduto da un cortile fiancheggiato da due ali dell'edificio e abbellito sul retro dai giardini del Parc des Bosquets creati tra il 1711 e il 1718 e ampliati nel 1725.
All'interno del castello si trovava un Museo che raccoglieva collezioni di delicate ceramiche del '700 della Manifattura reale di Lunéville che fu fondata dal re Stanislao. Il 2 gennaio 2003 un incendio ha distrutto il museo la biblioteca militare la cappella e l'intera ala sud. A sud della città si può ammirare un'altra opera di Boffrand risalente al 1730 - 1747, la chiesa di St-Jacques di stile rococò che conserva la pala d'altare con la Sacra Famiglia con San Giovannino, Sant'Ignazio di Loyola, angeli e cherubini, opera di Paolo Pagani.
La città ospita una sinagoga del 1786 realizzata dall'architetto Augustin-Charles Piroux.

## Società

### Evoluzione demografica
Abitanti censiti

## Amministrazione

### Gemellaggi
- Schwetzingen, dal 1969